# Сёстры Уиндхэм
«Сёстры Уиндхэм: леди Элко, миссис Адейн и миссис Теннант» — групповой портрет работы американского художника Джона Сарджента. Работа, созданная в 1899 году, с 1927 г. находится в собрании Метрополитен-музея (Нью-Йорк). Картина была высоко оценена критиками, Принц Уэльский охарактеризовал её как «Три грации».

## Информация о картине
На двухметровом полотне изображены три дочери влиятельного лондонского политика и коллекционера Перси Уиндхэма — (слева направо) Мэдлин Адейн (1869—1941), Памела Теннант (1871—1928) и Мэри Констанс Элко (1862—1937). Перси Уиндхэм и его супруга Мэдлин дружившие со многими художниками, заказали портрет своих дочерей в родовом доме. На рубеже столетий аристократы опасались, что их классовое господство постепенно сходит на нет из-за сельскохозяйственного кризиса, роста демократического движения и меритократии; роскошный портрет сестёр должен был стать подтверждением могущества аристократии и преемственности династии. Сёстры изображены на пике своей красоты, богатства и влиятельности.
В глубине дивана, справа, находится старшая сестра, Мэри Констанс Элко (на момент создания ей около 30 лет) — известная представительница лондонского светского общества, супруга скандального лорда Хьюго Элко, азартного и наследника Графа Вемиса. Из-за пристрастия лорда к азартным играм, Мэри и её дети часто нуждались в деньгах, а семейный дом простаивал в запустении. Тем не менее, Мэри Констанс продолжала устраивать там громкие светские приёмы, попасть на которые стремились аристократы и члены Кабинета министров. Известным фактом был роман Мэри Констанс и Артура Бальфура, государственного деятеля, будущего 50-го премьер-министра Великобритании. 
Слева изображена средняя сестра Мэдлин. Мэдлин была скромной и тихой девушкой, в возрасте 19 лет её выдали замуж за землевладельца из Кембриджшира Чарли Адейна, члены семьи которого были придворными у королевы Виктории. Мать сестёр считала, что не славящийся богатствами Адейн — не подходящая партия для её дочери, тем не менее, брак Мэдлин оказался счастливым, в отличие от её сестёр. Омрачила брак гибель новорождённого сына. У Мэдлин и её супруга были только дочери, а долгожданный наследник родился на 24-й неделе и прожил всего 12 часов. Грусть женщины, страдающей от страшной потери, нашла отражение и на произведении Сарджента (спустя пять лет у супругов всё же родился сын).
Памела Теннант, избалованная младшая сестра, сидит в центре, и властно смотрит на зрителя. В отличие от старшей сестры, Памела презирала светское общество и предпочитала компанию своих детей, сельскую жизнь в Уилтшире на юго-западе Англии и писательскую деятельность. Однако при этом Памела обладала резким и вспыльчивым характером и часто срывалась на своём многострадальном супруге Эдди Теннанте. Известно, что у Памелы был роман с другом своего мужа, политиком Эдвардом Греем, в то время заместителем министра иностранных дел.
Джон Сарджент изобразил сестёр в гостиной семейной резиденции Уиндхэмов на Белгрейв-сквер в Лондоне. Девушки находятся на диване в платьях из белой органзы, тафты и тюля. На стене на затемнённом фоне изображён портрет матери сестёр среди подсолнухов авторства Джорджа Фредерика Уоттса, отражающий как генеалогию героинь, так и связь самого Сарджента с художниками прошлого.
В 1900 году работа была выставлена в Королевской академии художеств, где она получила восторженные отзывы критиков. Многие из посетителей выставки в академии знали сестёр и связанные с ними скандалы. Богатства семьи Уиндхэмов не смогли спасти их от последствий Первой мировой войны.В 1924 году племянник сестёр Дик Уиндхэм в условиях обнищания аристократии для того, чтобы поддерживать привычный богатый стиль жизни, начал распродавать картины. Портрет сестёр Уиндэм был продан Метрополитен-музею в 1927 году, где он хранится по сей день. Как сказал Дик своим тётям — это была «альтернатива, тому, чтобы держать картину в доме, где ни я, ни какие-либо наследники никогда не смогут жить».